# バービーシリーズ
バービーシリーズ（Barbie Series）は、2001年からカナダのメインフレーム・スタジオ（元：レインメーカー・スタジオ）でアメリカ合衆国のマテル社が販売する着せ替え人形「バービー」を基にして制作されたフルコンピュータアニメーションの長編映画シリーズ（オリジナルビデオ（direct to video）、日本でいうOVA）。

## 概要
キャラクター化されたバービー人形が女優となり、各作品の主人公（王女、女の子、妖精、人魚やポップスターなど）を演じる。アメリカ合衆国では30本を超えるバービーシリーズの長編CGアニメ映画作品が発行されている。オリジナルビデオの形式が発売されることが多い。一部作品はテレビ局やNetflixで放送されている。
日本では2001年のフルCG長編映画デビュー作『バービーのくるみ割り人形』から2004年の『バービーの王女と村娘』までのこの四部作を精選して発売された。21世紀の最新のCGアニメーション技術を応用して童話や世界名作のファンタジー的な世界観を構築している。また、劇中のキャラクターが名曲に合わせてバレエを踊るなど、ミュージカル映画とバレエ映画が特徴のファンタスティックな映像作品である。2005年の『バービーとペガサスの魔法』から2006年の『バービーと人魚の国マーメディア』までの三部作は、名作の物語ではなく、妖精や魔法をめぐるアドベンチャー要素の強いオリジナルストーリーが展開される。2012年の『バービー プリンセス&ポップスター』は、オリジナルストーリーで現代版のファンタジーな世界観の物語を展開しており、ファッションの要素を組み合わせた。2015年に『バービーのフェアリー・プリンセス』・『バービーと伝説の馬』・『バービーと魔法のバレエシューズ』・『バービーのマーメード・プリンセス』の四部作を厳選してカートゥーン ネットワークで放送されており、坂本真綾が再び主人公の日本語吹替を担当した。
日本語吹き替え版ではVHSとDVDがユニバーサル・ピクチャーズ・ジャパンやジェネオン・ユニバーサルから発売された。『バービーのラプンツェル 魔法の絵ふでの物語』・『バービーの白鳥の湖』・『バービーの王女と村娘』・『バービー プリンセス&ポップスター』のDVDが発売されている。『バービーのくるみ割り人形』はVHSのみ発売され、DVD化されなかった。その他の作品、VHSとDVDを発売せず、カートゥーン ネットワークやNetflixで放映されている。
柚木涼香、坂本真綾や小清水亜美が各シリーズの主人公の日本語吹き替えを担当する。
また、テレビアニメの『バービー ドリームトピア』では、CGアニメーションではなく、手描きスタイルの2Dアニメーションになった。

## シリーズ一覧
※下記は日本で制作された日本語吹替版のシリーズ作品。順位は日本語吹替版の公開日を基準とする。

### 映画シリーズ
| #  | 発行日                                       | タイトル                                                                                    | バービーの日本語吹替                                                |
| -- | -------------------------------------------- | ------------------------------------------------------------------------------------------- | ------------------------------------------------------------------- |
| 1  | 2001年10月23日発売 2001年11月2日発売         | バービーのくるみ割り人形 （原題：Barbie in the Nutcracker）                                 | クララ（柚木涼香）                                                  |
| 2  | 2002年10月1日発売 2002年11月22日発売         | バービーのラプンツェル 魔法の絵ふでの物語 （原題：Barbie as Rapunzel）                      | ラプンツェル（柚木涼香）                                            |
| 3  | 2003年9月30日発売 2003年10月24日発売         | バービーの白鳥の湖 （原題：Barbie of Swan Lake）                                            | オデット（柚木涼香）                                                |
| 4  | 2004年9月28日発売 2004年10月22日発売         | バービーの王女と村娘 （原題：Barbie as the Princess and the Pauper）                        | アナリース王女／エリカ（柚木涼香）                                  |
| 5  | 2005年9月20日発売 2007年7月28日放送          | バービーとペガサスの魔法 （原題：Barbie and the Magic of Pegasus）                          | アニカ（坂本真綾）                                                  |
| 6  | 2005年3月8日発売 2008年8月23日放送           | バービーと妖精の国フェアリートピア （原題：Barbie: Fairytopia）                             | エリーナ（坂本真綾）                                                |
| 7  | 2006年3月14日発売 2008年10月25日放送         | バービーと人魚の国マーメディア （原題：Barbie: Mermaidia）                                  | エリーナ（坂本真綾）                                                |
| 8  | 2012年9月11日発売 2012年10月24日発売         | バービー プリンセス&ポップスター （原題：Barbie: The Princess and the Popstar）             | プリンセス・トーリ（小清水亜美） ポップスター・ケイラ（小松由佳）   |
| 9  | 2013年8月27日発売 2015年3月21日放送          | バービーのフェアリー・プリンセス （原題：Barbie: Mariposa & the Fairy Princess）            | マリポーサ（坂本真綾） カターニア王女（野上綾花）                   |
| 10 | 2013年10月22日発売 2015年6月13日放送         | バービーと伝説の馬 （原題：Barbie & Her Sister in A Pony Tale）                             | バービー（坂本真綾）                                                |
| 11 | 2013年2月26日発売 2015年8月15日放送          | バービーと魔法のバレエシューズ （原題：Barbie in The Pink Shoes）                           | クリスティン（坂本真綾）                                            |
| 12 | 2014年2月15日発売 2015年11月18日放送         | バービーのマーメード・プリンセス （原題：Barbie: The Pearl Princess）                       | ルミナ（坂本真綾）                                                  |
| 13 | 2015年2月26日発売 2018年4月配信(Netflix)     | バービー: プリンセス・パワー （原題：Barbie in Princess Power）                             | カーラ（橋爪紋佳）                                                  |
| 14 | 2017年9月17日放送(YTV) 2018年4月28日放送     | バービー イルカのマジック（バービー: ドルフィン・マジック） （原題：Barbie: Dolphin Magic） | バービー（柚木涼香）                                                |
| 15 | 2020年9月1日配信(Netflix) 2021年3月6日放送   | バービー・プリンセス・アドベンチャー （原題：Barbie Princess Adventure）                    | バービー（小清水亜美）                                              |
| 16 | 2021年4月16日配信(Netflix) 2021年7月4日放送  | バービーとチェルシー 消えた誕生日 （原題：Barbie & Chelsea: The Lost Birthday）             | バービー（小清水亜美）                                              |
| 17 | 2021年9月1日配信(Netflix) 2021年10月10日放送 | バービービッグシティ ビッグドリーム （原題：Barbie: Big City, Big Dreams）                  | バービー・マリブ（小清水亜美） バービー・ブルックリン（大平あひる） |

### TVシリーズ
| # | 放送日                                         | タイトル                                                                                 | 話数   | バービーの日本語吹替   |
| - | ---------------------------------------------- | ---------------------------------------------------------------------------------------- | ------ | ---------------------- |
| 1 | 2012年1月10日 - 2015年11月27日 2015年 - 2017年 | バービー: ライフ・イン・ザ・ドリームハウス （原題：Barbie: Life in the Dreamhouse）      | 全75話 | バービー（三森すずこ） |
| 2 | 2017年5月26日 - 2018年4月1日 2017年3月3日 -    | バービー ドリームトピア （原題：Barbie Dreamtopia）                                      | 全26話 | バービー（坂本真綾）   |
| 3 | 2018年5月3日 2019年3月3日                      | バービー ドリームハウスアドベンチャー （原題：Barbie Dreamhouse Adventures）             | 全25話 | バービー（小清水亜美） |
| 4 | 2018年9月13日 2021年3月1日                     | バービー ドリームハウスアドベンチャー2 （原題：Barbie Dreamhouse Adventures - Season 2） | 全25話 | バービー（小清水亜美） |